# Solly March
Solomon Benjamin March (sinh ngày 20 tháng 7 năm 1994) là một cầu thủ bóng đá chuyên nghiệp người Anh thi đấu ở vị trí tiền vệ cho câu lạc bộ Brighton & Hove Albion tại Giải bóng đá Ngoại hạng Anh.

## Danh hiệu
Brighton & Hove Albion
- Á quân EFL Championship: 2016–17[6]